# Take Me to the Alley
| Recensione | Giudizio |
| ---------- | -------- |
| AllMusic   |          |
| Pitchfork  | 6.7/10   |

Take Me to the Alley è il quarto album in studio del cantante statunitense Gregory Porter, pubblicato il 6 maggio 2016 dalla Blue Note Records.

## Tracce
Testi e musiche di Gregory Porter, eccetto dove indicato.
1. Holding On – 5:01 (Gregory Porter, James John Napier, Guy William Lawrence, Howard John Lawrence)
2. Don't Lose Your Steam – 3:17
3. Take Me to the Alley – 5:16
4. Daydream – 3:51 (Gregory Porter, Craig Dawson)
5. Consequence of Love – 3:20
6. In Fashion – 4:34
7. More Than a Woman – 3:31
8. In Heaven – 4:18 (Darlene Andrews)
9. Insanity – 5:37
10. Don't Be a Fool – 4:31
11. Fan the Flames – 4:12
12. French African Queen – 3:44

Tracce bonus nell'edizione di iTunes
1. Holding On (ft. Kem) – 4:16 (Gregory Porter, James John Napier, Guy William Lawrence, Howard John Lawrence)
2. Insanity (ft. Lalah Hathaway) – 5:03
3. Don't Lose Your Steam (Aufgang Remix) – 3:26
4. Don't Lose Your Steam (Fred Falke Remix) – 3:12

Contenuto bonus nell'edizione deluxe
- CD

1. Holding On (ft. Kem) – 4:16 (Gregory Porter, James John Napier, Guy William Lawrence, Howard John Lawrence)
2. Insanity (ft. Lalah Hathaway) – 5:03
3. Don't Lose Your Steam (Fred Falke Remix) – 3:15

- DVD

1. Take Me to the Alley (EPK) – 6:33
2. Don't Lose Your Steam (Video) – 3:17
3. Don't Lose Your Steam (1 Mic 1 Take) – 3:28
4. Holding On (ft. Kem) (1 Mic 1 Take) – 4:10 (Gregory Porter, James John Napier, Guy William Lawrence, Howard John Lawrence)
5. Don Was Interview – 19:31

## Formazione
Musicisti
- Gregory Porter – voce, arrangiamento
- Alicia Olatuja – voce
- Aaron James – basso
- Chip Crawford – pianoforte, arrangiamento
- Ondrej Pivec – organo
- Emanuel Harrold – batteria
- Kamau Kenyatta – arrangiamento, arrangiamento corni
- Keyon Harold – tromba, arrangiamento corni
- Yosuke Sato – sassofono contralto
- Tivon Pennicott – sassofono soprano
- Kem – voce aggiuntiva (traccia 13)
- Demetrius Nabors – basso e tastiera (traccia 13)
- Lalah Hathaway – voce aggiuntiva (traccia 14)
- Darrell Crooks – chitarra (traccia 14)
- Rex Rideout – remix e arrangiamento (traccia 14)

Produzione
- Gregory Porter, Kamau Kenyatta – produzione
- Jay Newland – ingegneria del suono (Sear Sound), missaggio (Capitol Studio B)
- Grant Valentine – assistenza primaria (Sear Sound)
- Richie Kennon – assistenza secondaria (Sear Sound)
- Charlie Paakkari – ingegneria del suono (Capitol Studio B)
- Kem – produzione esecutiva e produzione vocale (traccia 13)
- Rex Rideout – produzione vocale (traccia 13)
- Eric Morgeson – registrazione (traccia 13)
- Todd Fairall – missaggio (traccia 13)
- Ray Bardani – missaggio (tracce 13 e 14)
- Jezreel Santos – assistenza tecnica (traccia 13)
- Timothy "Tip" Wyman – assistenza tecnica (tracce 13 e 14)

## Classifiche
| Classifica (2016)          | Posizione massima |
| -------------------------- | ----------------- |
| Austria                    | 11                |
| Belgio (Fiandre)           | 8                 |
| Belgio (Vallonia)          | 30                |
| Francia                    | 14                |
| Germania                   | 8                 |
| Italia                     | 31                |
| Paesi Bassi                | 5                 |
| Portogallo                 | 33                |
| Regno Unito                | 5                 |
| Regno Unito (download)     | 8                 |
| Regno Unito (jazz & blues) | 1                 |
| Regno Unito (physical)     | 3                 |
| Regno Unito (vinyl)        | 2                 |
| Scozia                     | 3                 |
| Spagna                     | 34                |
| Stati Uniti                | 82                |
| Stati Uniti (jazz)         | 1                 |
| Stati Uniti (R&B)          | 5                 |
| Svizzera                   | 11                |